# Мацей Ґжеґож Ґарниш
Мацей Ґжеґож Ґарниш (також Ґарніш, пол. Garnisz) гербу Порай (нар. 13 березня 1740, Скомлін — пом. 2 чи 6 жовтня 1790, Варшава) — римсько-католицький і державний діяч Речі Посполитої, єпископ-суфраган куявсько-поморський (1776–1781), Холмський єпископ (1781–1790); референдар коронний (1778–1781), підканцлер коронний (1786–1790).

## Життєпис
Народився Мацей Ґарниш 13 березня 1740 у Скомліні. Походив із родини дрібної незаможної малопольської шляхти, родина володіла невеличкими селами у Сєрадзькому воєводстві — Скомліном і Ґодзентовим, Цадувом і Цадувеком; батьком був Юзеф Ґарниш, матір'ю — Анна з Любомських (за іншими даними, батьком був Станіслав Ґарниш, а матір'ю — Маріанна з Рудковських).
У молодості відвідував єзуїтські школи у Варшаві, протягом 1760–1762 років навчався у семінарії священиків-місіонерів у тому ж місті. Став кустосом крушвицьким (1764–1773), продовжив навчання у Римі, де 1767 року здобув ступінь доктора обох прав в університеті ла Сап'єнца. 1765 року прийняв освячення священника.
Завдяки протекції Куявсько-поморського єпископа Антонія Казімєжа Островського став каноніком (1766), пізніше був канцлером (1770), кустосом (1773), деканом (1774) і прелатом-пробстом (1775) куявським, каноніком плоцьким (1770), пробстом у Іновроцлаві (1774), пробстом вольбузьким (1774), абатом льондзьким (1784), пробстом і офіціалом ґданським (1775–1785 р.). 1774 року був депутатом від Куявсько-Поморської капітули на Коронному трибуналі, де був обраний головою.
1775 року був номінований титулярним єпископом Ларанди і єпископом-помічником куявсько-поморським. Посвячення єпископа прийняв 3 березня 1776 року у Вольбужі з рук єпископа Островського. У травні 1778 року став референдарем великим коронним (1778–1781) і протягом 6 наступних років засідав у референдарських судах. 1779 року був відзначений Орденом святого Станіслава.
Як прибічник Станіслава-Августа Понятовського, 7 вересня 1781 року став коад'ютором Холмського єпископа Яна Алоїзія Александровича, а після смерті останнього, 10 грудня отримав від короля уряд Холмського єпископа. Проте, перебував постійно у Варшаві, керівництво дієцезією передава суфрагану Мельхіорові Яну Кохновському. Під тиском росіян 2 квітня 1782 року підтвердив вирок краківської капітули, котра визнала краківського єпископа Каєтана Солтика нездатним виконувати свої обов'язки через божевілля. На сеймі 1782 року став консультантом Постійної Ради, засідав до 1784 року в її Департаменті скарбу. Протягом 1783–1790 років був членом Комісії народної освіти. 1783 року був відзначений Орденом Білого Орла.
29 грудня 1786 року був призначений підканцлером коронним, цей уряд тримав до кінця життя. Був членом конфедерації Чотирирічного сейму 1788 року, тоді ж був обраний суддею цього сейму.
Мацей Ґарниш реалізував багато державних заходів: нагляд за будівництвом казарм, нагляд за бібліотекою Залуських, догляд за Комісією народної освіти, контроль за діяльністю Комісії скарбової. Він був одним із прихильників підписання договору з Пруссією (1790). На його прохання Чотирирічний Сейм відділив від Краківської дієцезії Люблінський архідияконат (з Любліном, Луковом і Стенжицею) і частину Завихостського архідияконату та Радомського деканату, які лежали на схід від Вісли, і включив їх 11 червня 1790 року до Хелмської дієцезії. 20 липня папа Пій VI схвалив зміни. Катедра врешті-решт була перенесена з Красностава до Любліна і дієцезія стала Люблінською, а Ґарниш, відповідно, вперше був названий люблінським, холмським і більським єпископом.
Помер 2 (за іншими даними — 6 жовтня) 1790 року у Варшаві, похований у місцевому костелі Преображення Господнього.